# Вилланова Уайлдкэтс (баскетбол)
Вилланова Уайлдкэтс (англ. Villanova Wildcats) — студенческая баскетбольная команда, представляющая университет Вилланова в первом баскетбольном мужском дивизионе NCAA. Располагается в Вилланове (штат Пенсильвания). В настоящее время команда выступает в конференции Big East. Домашние игры проводит в «Павильоне». В настоящее время командой руководит Джей Райт.
За свою историю «Уайлдкэтс» 38 раз участвовали в турнире NCAA — 8-й показатель в истории NCAA. Команда шесть раза попадала в Финал четырёх в 1939, 1971 (официально не признаётся NCAA), 1985, 2009, 2016 и 2018 годах, а в 1985, 2016 и 2018 году становилась чемпионом. «Вилланова» также 17 раз участвовала в турнире NIT, став его победителем в 1994 году.

## История

### Ранние годы (1920—1936)
Баскетбольная программа университета Виллановы была основана в 1920 году. Первые шесть сезонов с 1920 по 1926 год командой руководил Майкл Сэкс, под руководством которого было одержано 64 победы при 30 поражениях. С 1926 по 1929 год главным тренером команды был Джон Кэшмен, а позже семь сезонов тренером был Джордж Джейобс.
Свою первую игру в 1920 году команда провела в «Алумни-холле», в кампусе университета, в которой одержала победу со счётом 43:40 над Католическим университетом. В первые году «Уайлдкэтс» домашние игры проводили в «Алумни-холле» и Западной католической старшей школе. В 1932 году команда стала выступать в «Вилланова-филд-хаусе» (сейчас «Джейк Невин-филд-хаус»). Команда также проводила множество домашних матчей в «Палистре», расположенном в кампусе университета Пенсильвании. В «Вилланова-филд-хаусе» и «Палистре» «Уайлдкэтс» проводили свои матчи до 1986 года.

## Закреплённые номера и майки
В честь больших заслуг перед командой Вилланова закрепляет за игроками, тренерами или другими людьми, связанными с командой, номера или майки. В честь этих людей вывешивает копия маки по сводами домашней арены «Уайлдкэтс». Номера закреплённых маек продолжают использоваться, а закреплённые номера выводятся из оборота. В настоящее время в университетской баскетбольной команде закреплён всего один номер — 11 в честь Пола Аризина. Было также закреплено 19 маек: 14 за игроками, четыре за тренерами и одна за инструктором Джейком Невином.
- Эл Севернас, Тренер.
- Джек Крафт, Тренер.
- Ролли Массимино, Тренер (1973-92). Майка закреплена в 2005.
- #1 Джейк Невин, инструктор. Майка закреплена в 1984.
- #2 Рэнди Фой (2003-06). Майка закреплена в 2011.
- #11 Пол Аризин (1947-50). Номер закреплен в 1994.
- #14 Ларри Хеннесси
- #14 Хуби Уайт (1959-62). Майка закреплена в 2001.
- #24 Уоли Джонс (1961-64). Майка закреплена в 1995.
- #24 Том Ингелсби (1970-73). Майка закреплена в 2006.
- #25 Билл Мелчионни (1963-66). Майка закреплена в 1995.
- #30 Керри Киттлс (1992-96). Майка закреплена в 1998.
- #33 Кит Херрон
- #42 Крис Форд (1969-72). Майка закреплена в 2006.
- #45 Джон Пинон (1979-83). Майка закреплена в 1995.
- #54 Ховард Портер (1968-71). Майка закреплена в 1997.
- #54 Эд Пинкни (1981-85).

## Достижения
- Чемпион NCAA: 1985, 2016, 2018
- Финалист NCAA: 1971*
- Полуфиналист NCAA: 1939, 1971*, 1985, 2009, 2016, 2018
- Четвертьфиналист NCAA: 1939, 1949, 1962, 1970, 1971*, 1978, 1982, 1983, 1985, 1988, 2006, 2009, 2016, 2018
- 1/8 NCAA: 1951, 1955, 1962, 1964, 1970, 1971*, 1972, 1978, 1982, 1983, 1985, 1988, 2005, 2006, 2008, 2009, 2016, 2018
- Участие в NCAA: 1939, 1949, 1951, 1955, 1962, 1964, 1969, 1970, 1971*, 1972, 1978, 1980, 1981, 1982, 1983, 1984, 1985, 1986, 1988, 1990, 1991, 1995, 1996, 1997, 1999, 2005, 2006, 2007, 2008, 2009, 2010, 2011, 2013, 2014, 2015, 2016, 2017, 2018, 2019

'Прим.:* отменён NCAA
- Победители турнира конференции: 1978 (A10), 1980 (A10), 1995, 2015, 2017, 2018, 2019
- Победители регулярного чемпионата конференции: 1978 (A10), 1979 (A10), 1980 (A10), 1982, 1983, 1997, 2006, 2014, 2015, 2016, 2017, 2019